# ليستير إل. بوند
ليستير إل. بوند (بالإنجليزية: Lester L. Bond)‏ هو سياسي أمريكي، ولد في 27 أكتوبر 1829 في رافينا في الولايات المتحدة، وتوفي في 15 أبريل 1903 في شيكاغو في الولايات المتحدة بسبب سكتة. حزبياً، نشط في الحزب الجمهوري. وقد انتخب عضو مجلس نواب إلينوي.